# Боричевский, Константин Игоревич
Константин Игоревич Боричевский (бел. Канстанцін Ігаравіч Барычэўскі; род. 29 мая 1990, Брест) — белорусский легкоатлет, специалист по прыжкам в длину. Выступал за сборную Белоруссии по лёгкой атлетике в 2009—2017 годах, многократный победитель и призёр первенств национального значения, участник летних Олимпийских игр в Рио-де-Жанейро. Мастер спорта Республики Беларусь международного класса.

## Биография
Константин Боричевский родился 29 мая 1990 года в Бресте.
Занимался лёгкой атлетикой в Брестской областной специализированной детско-юношеской школе олимпийского резерва и в Брестском областном комплексном центре олимпийского резерва, представлял физкультурно-спортивное общество «Динамо». Тренеры — А. В. Стацкеевич, А. Т. Сидорук.
Впервые заявил о себе на международном уровне в сезоне 2009 года, когда вошёл в состав белорусской сборной и выступил в прыжках в длину на юниорском европейском первенстве в Нови-Саде.
В 2013 году впервые стал чемпионом Белоруссии в прыжках в длину и затем неизменно получал чемпионское звание в течение пяти сезонов.
В 2015 году одержал победу на Мемориале братьев Знаменских в Жуковском, установив при этом свой личный рекорд в прыжках в длину на открытом стадионе — 8,17 метра. Также стартовал на чемпионате Европы в помещении в Праге и на чемпионате мира в Пекине.
В 2016 году занял восьмое место на чемпионате Европы в Амстердаме. Выполнив олимпийский квалификационный норматив (8,15), удостоился права защищать честь страны на летних Олимпийских играх в Рио-де-Жанейро — на предварительном квалификационном этапе прыжков в длину показал результат 7,67 метра, чего оказалось недостаточно для выхода в финал.
После Олимпиады в Рио Боричевский остался действующим спортсменом и продолжил принимать участие в крупнейших международных стартах. Так, в 2017 году он выступил на чемпионате Европы в помещении в Белграде, стал восьмым в Суперлиге командного чемпионата Европы в Лилле.
За выдающиеся спортивные достижения удостоен почётного звания «Мастер спорта Республики Беларусь международного класса».